# アッキレ・サン・ジョヴァンニ
アッキレ・サン・ジョヴァンニ（Acchile San Giovanni、生没年不詳）は、明治時代にお雇い外国人として来日したイタリアの画家である。

## 経歴・人物
1880年（明治13年）に工部美術学校（現在の東京大学）の教師として来日した。同年アントニオ・フォンタネージ及びプロスペッマ・フェレッティの後任として同学校に雇われ、画学や彫刻学等芸術に関する学問や解剖学等の教鞭を執ったり、その科目を同学校に採用させたりした。また、人物像を中心とした絵画、彫刻授業も行った。
同時期に前任のフォンタネージとは異なる技法を用いて、第2回内国勧業博覧会で自身の作品を出品する等、現代美術における西洋化に貢献したり、明治時代における外国人画家として名を馳せた。門下には曾山幸彦、堀江正章、藤雅三らがおり、著名な芸術家を輩出した。1883年（明治13年）同校の閉鎖により帰国した。

## 主な作品
- 『工部卿山尾庸三像』- この作品で第2回内国勧業博覧会に出品。
- 『婦人三絃弾奏図』